# Hiệu ứng nhà kính

Chu trình hiệu ứng nhà kính

Hiệu ứng nhà kính diễn ra khi khí quyển hấp thụ nhiệt từ tia cực quang. Hơi nóng từ mặt trời truyền xuống Trái Đất bị giữ lại ở tầng đối lưu, tạo ra hiệu ứng nhà kính ở bề mặt các hành tinh hoặc các Vệ tinh. Cơ cấu hoạt động này không khác nhiều so với một nhà kính (dùng để cho cây trồng) thật, điều khác biệt là nhà kính (cây trồng) có các cơ cấu cách biệt hơi nóng bên trong để giữ ấm không bị mất qua quá trình đối lưu. Hiệu ứng nhà kính được khám phá bởi nhà khoa học Joseph Fourier vào năm 1824, thí nghiệm đầu tiên có thể tin cậy được là bởi nhà khoa học John Tyndall vào năm 1858, và bản báo cáo định lượng kĩ càng được thực hiện bởi nhà khoa học Svante Arrhenius vào năm 1896. Một ví dụ về Hiệu ứng nhà kính làm cho nhiệt độ của không gian bên trong của một nhà trồng cây làm bằng kính tăng lên khi Mặt Trời chiếu vào. Nhờ vào sức ấm này mà cây có thể đâm chồi, ra hoa và kết trái sớm hơn. Ngày nay người ta hiểu khái niệm này rộng hơn, dẫn xuất từ khái niệm này để miêu tả hiện tượng nghẽn nhiệt trong bầu khí quyển của Trái Đất được Mặt Trời chiếu sáng là hiệu ứng nhà kính khí quyển. Trong hiệu ứng nhà kính khí quyển, phần được đoán là do tác động của loài người gây ra được gọi là hiệu ứng nhà kính nhân loại (gia tăng). Hiện nay thế kỷ thứ 21 loài người đang phải đối mặt với tình trạng ấm lên do con người gây ra, tuy nhiên vấn đề vẫn đang được tranh cãi, gây ra nhiều tác hại nguy hiểm.
Các vật đen có nhiệt độ từ Trái Đất khoảng 5.5 °C. Từ khi bề mặt Trái Đất phản lại khoảng 28% ánh sáng mặt trời, nếu không có hiệu ứng nhà kính thì nhiệt độ có thể rất thấp khoảng -18 hoặc -19 °C  thay vì nhiệt độ có thể cao hơn là khoảng 14 °C.
Hiệu ứng nhà kính, xuất phát từ effet de serre trong tiếng Pháp, do Jean Baptiste Joseph Fourier lần đầu tiên đặt tên, dùng để chỉ hiệu ứng xảy ra khi năng lượng bức xạ của tia sáng mặt trời, xuyên qua các cửa sổ hoặc mái nhà bằng kính, được hấp thụ và phân tán trở lại thành nhiệt lượng cho bầu không gian bên trong, dẫn đến việc sưởi ấm toàn bộ không gian bên trong chứ không phải chỉ ở những chỗ được chiếu sáng.
Hiệu ứng này đã được sử dụng từ lâu trong các nhà kính trồng cây. Ngoài ra hiệu ứng nhà kính còn được sử dụng trong kiến trúc, dùng năng lượng mặt trời một cách thụ động để tiết kiệm chất đốt sưởi ấm nhà ở.

## Hiệu ứng nhà kính khí quyển
Các tia bức xạ sóng ngắn của mặt trời xuyên qua bầu khí quyển đến mặt đất và được phản xạ trở lại thành các bức xạ nhiệt sóng dài. Một số phân tử trong bầu khí quyển, trong đó trước hết là dioxide cacbon và hơi nước, có thể hấp thụ những bức xạ nhiệt này và thông qua đó giữ hơi ấm lại trong bầu khí quyển. Hàm lượng ngày nay của khí dioxide cacbon vào khoảng 0,036% đã đủ để tăng nhiệt độ thêm khoảng 30 °C. Nếu không có hiệu ứng nhà kính tự nhiên này nhiệt độ Trái Đất của chúng ta chỉ vào khoảng –15 °C.
Có thể hiểu một cách ngắn gọn như sau: ta biết nhiệt độ trung bình của bề mặt Trái Đất được quyết định bởi cân bằng giữa năng lượng mặt trời chiếu xuống Trái Đất và lượng bức xạ nhiệt của mặt đất vào vũ trụ. Bức xạ nhiệt của mặt trời là bức xạ có sóng ngắn nên dễ dàng xuyên qua tầng ozone và lớp khí CO2 để đi tới mặt đất, ngược lại bức xạ nhiệt từ Trái Đất vào vũ trụ là bức sóng dài, không có khả năng xuyên qua lớp khí CO2 dày và bị CO2 + hơi nước trong khí quyển hấp thụ. Như vậy lượng nhiệt này làm cho nhiệt độ bầu khí quyển bao quanh Trái Đất tăng lên. Lớp khí CO2 có tác dụng như một lớp kính giữ nhiệt lượng tỏa ngược vào vũ trụ của Trái Đất trên quy mô toàn cầu.
Bên cạnh CO2 còn có một số khí khác cũng được gọi chung là khí nhà kính như NO2, Methan, CFC.
Ở thời kỳ đầu của lịch sử Trái Đất, các điều kiện tạo ra sự sống chỉ có thể xuất hiện vì thành phần của carbon dioxide trong bầu khí quyển nguyên thủy cao hơn, cân bằng lại lượng bức xạ của mặt trời lúc đó yếu hơn đến khoảng 25%. Cường độ của các tia bức xạ tăng lên với thời gian. Trong khi đó đã có đủ cây cỏ trên Trái Đất, thông qua sự quang hợp, lấy đi một phần khí carbon dioxide trong không khí tạo nên các điều kiện khí hậu tương đối ổn định.

## Khí nhà kính
Phần trăm đóng góp vào hiệu ứng nhà kính trên Trái Đất có bốn khí chính là:
- Hơi nước(H2O), 36–72%
- carbon dioxide(CO2), 9–26%
- methan(CH4) 4–9%
- ozone(O3), 3–7%

Các đám mây cũng hấp thụ và phát ra các bức xạ hồng ngoại gây tác động đến tính chất phát xạ nhiệt của tầng khí quyển.

## Hiệu ứng nhà kính nhân loại
Từ khoảng 100 năm nay, con người tác động mạnh vào sự cân bằng nhạy cảm này giữa hiệu ứng nhà kính tự nhiên và tia bức xạ của mặt trời. Sự thay đổi nồng độ của các khí nhà kính trong vòng 100 năm lại đây (dioxide cacbon tăng 20%, mêtan tăng 90%) đã làm tăng nhiệt độ lên 2 °C.
Không nên nhầm lẫn hiệu ứng nhà kính nhân loại với việc làm tổn thất đến lớp khí ozone ở tầng bình lưu cũng do loài người gây ra.

## Những ảnh hưởng xảy ra do hiệu ứng nhà kính nhân tạo
Phần lớn các nhà khoa học ủng hộ giả thuyết cho rằng việc tăng nồng độ các khí nhà kính do loài người gây ra, hiệu ứng nhà kính nhân loại, sẽ làm tăng nhiệt độ trên toàn cầu (sự nóng lên của khí hậu toàn cầu) và như vậy sẽ làm thay đổi khí hậu trong các thập kỷ và thập niên kế đến.
Giả thuyết này bị phủ nhận bởi một số người gọi là nhà phê bình khí hậu mà con số các nhà khoa học trong họ đã giảm đi rõ rệt trong những năm vừa qua.
Sau đây là một số hậu quả liên đới với việc thay đổi khí hậu do hiệu ứng này có thể gây ra:
- Các nguồn nước: chất lượng và số lượng của nước uống, nước tưới tiêu, nước cho kỹ nghệ và cho các máy phát điện, và sức khỏe của các loài thủy sản có thể bị ảnh hưởng nghiêm trọng bởi sự thay đổi của các trận mưa rào và bởi sự tăng khí bốc hơi. Mưa tăng có thể gây lụt lội thường xuyên hơn. Khí hậu thay đổi có thể làm đầy các lòng chảo nối với sông ngòi trên thế giới.
- Các tài nguyên bờ biển: chỉ tại riêng Hoa Kỳ, mực nước biển dự đoán tăng 50 cm vào năm 2100, có thể làm mất đi 5.000 dặm vuông đất khô ráo và 4.000 dặm vuông đất ướt.
- Sức khỏe: số người chết vì nóng có thể tăng do nhiệt độ cao trong những chu kì dài hơn trước. Sự thay đổi lượng mưa và nhiệt độ có thể đẩy mạnh các bệnh truyền nhiễm.

Nhiệt độ tăng lên làm tăng các quá trình chuyển hóa sinh học cũng như hóa học trong cơ thể sống, gây nên sự mất cân bằng.
- Lâm nghiệp: Nhiệt độ cao hơn tạo điều kiện cho nạn cháy rừng dễ xảy ra hơn.
- Năng lượng và vận chuyển: Nhiệt độ ấm hơn tăng nhu cầu làm lạnh và giảm nhu cầu làm nóng. Sẽ có ít sự hư hại do vận chuyển trong mùa đông hơn, nhưng vận chuyển đường thủy có thể bị ảnh hưởng bởi số trận lụt tăng hay bởi sự giảm mực nước sông.

•	Những khối băng ở hai cực đang tan nhanh trong những năm gần đây và do đó mực nước biển sẽ tăng quá cao, có thể dẫn đến nạn hồng thủy.

## Các nỗ lực hiện tại để giảm trừ Hiệu ứng nhà kính nhân loại
- Một trong những cố gắng đầu tiên của nhân loại để giảm mức độ ấm dần do khí thải kỹ nghệ là việc các quốc gia đã tham gia bàn thảo và tìm cách ký kết một hiệp ước có tên là Nghị định thư Kyoto. Tuy nhiên, hiệp ước này không được một số nước công nhận, trong đó quan trọng nhất là Mỹ với lý do là hiệp định này có khả năng gây tổn hại cho sự phát triển kinh tế của Hoa Kỳ.

Tiến sĩ Roderic Jones thuộc Trung tâm Khoa học Khí quyển, phân khoa hóa của Đại học Cambridge đã phát biểu: Tôi không muốn làm mọi người lo sợ nhưng cùng lúc tôi nghĩ rằng thật là quan trọng nếu họ hiểu được tình hình và, một cách tối yếu, sự cần thiết phải làm gì đó cho nó. Nghị định thư Kyoto rất quan trọng, mặc dù vậy, theo (nội dung) đề cập, nó không đủ để cân bằng hóa CO2.
- Hạn chế sử dụng nhiên liệu hóa thạch đồng thời tìm kiếm các nguồn năng lượng thay thế thân thiện với môi trường như năng lượng gió, mặt trời,, thủy triều, địa nhiệt...
- Cần tích cực xử lý ô nhiễm không khí, nghiên cứu công nghệ chuyển hóa CO2 thành chất khác, ngăn chặn các khí methan, chlor, fluor,... không cho thải vào không khí.
- Tuy nhiên, về phía nội bộ nước Mỹ và các nước tiên tiến khác, nhiều nỗ lực để giảm khí độc mà chủ yếu thải ra từ xe máy nổ và các nhà máy kỹ nghệ đã được áp dụng khá mạnh mẽ. Ở Hoa Kỳ, hầu hết các tiểu bang đều có luật bắt buộc các phương tiện giao thông dùng động cơ nổ phải có giấy chứng nhận qua được các thử nghiệm định kì về việc đạt tiêu chuẩn nhả khói của hệ thống xe.
- Trồng nhiều cây xanh (nhất là những loại cây hấp thụ nhiều CO2 trong quá trình quang hợp) nhằm làm giảm lượng khí CO2 trong bầu khí quyển, từ đó làm giảm hiệu ứng nhà kính khí quyển.